# Großsteingrab Hülseberg
Das Großsteingrab Hülseberg ist eine weitgehend zerstörte megalithische Grabanlage der jungsteinzeitlichen Trichterbecherkultur bei Grapperhausen, einem Ortsteil von Neuenkirchen-Vörden im Landkreis Vechta, Niedersachsen.

## Lage
Das Grab befindet sich weit östlich von Grapperhausen auf dem bewaldeten Höhenzug Dammer Berge. 2,9 km südöstlich liegen die beiden Großsteingräber bei Damme. Aus der näheren Umgebung sind zudem noch mehrere zerstörte Großsteingräber bekannt.

## Beschreibung
Das Großsteingrab ist wohl weitgehend zerstört und sein Standort durch Abholzung stark in Mitleidenschaft gezogen. Es sind nur noch zwei kleinere Steine zu erkennen, die keine Rückschlüsse auf die Orientierung, die Maße und den genauen Grabtyp der Anlage zulassen.